# Ballykeel
Der Dolmen von Ballykeel (irisch Baile Caol – dt. das schmale Gehöft) ist ein so genannter „Tripod-“ oder Stativdolmen, da von der Anlage, die ursprünglich in einem Steinhügel lag, nur vier Steine übrig sind, was sie ästhetisch interessant macht. J. Fergusson (1808–1886) prägte den Begriff, um diese und ähnliche Megalithanlagen (z. B. Annadorn, Ballylumford, Kilclooney More 1, Legananny, Proleek oder Tirnony) des Typs, die eigentlich neolithische Portal Tombs sind, bildhaft zu beschreiben. Die Anlage ist ein National Monument.
Ballykeel liegt unweit der Grenze zur Republik Irland bei Forkhill im „Ó Fiaich Country“ im Süden von Armagh in Nordirland am Rand einer Fluss-Terrasse, im Westen des Slieve Gullion. Das Denkmal wird lokal als „The Hag’s Chair“ (deutsch „der Hexenstuhl“) bezeichnet. Die etwa um 3000 v. Chr. entstandene später zusammengestürzte Anlage wurde 1963 ausgegraben und restauriert.
Wie alle Stativdolmen oder Quoits besteht Ballykeel aus drei Tragsteinen und dem hier über drei Meter langen Deckstein. Er zeigt eine L-förmige Ausklinkung, deren Zweck unbekannt ist. Eine solche schulterförmige Auskerbung wurde auch beim Portal Tomb Legananny gefunden.
Bei Ballykeel wurden in Verbindung mit der Anlage die Reste des Steinhügels gefunden. Der Dolmen lag am südlichen Ende des nur mehr 0,75 m hohen Cairns, der 28,5 m lang und etwa 9,0 m breit war. Während der Ausgrabung wurden am Nordende des Steinhügels die Reste einer Steinkiste entdeckt, die große Mengen Scherben unterschiedlicher neolithischer Töpferware enthielt, darunter die Bruchstücke von drei reich verzierten eleganten Behältern. Weiterhin fanden sich einige Feuersteingeräte, einschließlich einer Speerspitze.
Infolge des sauren Bodens überdauerten keine organischen Materialien an der Fundstelle.
Südlich liegt das Portal Tomb von Aughadanove.